# Kilian Stobæus
För andra betydelser, se Kilian Stobæus (olika betydelser).

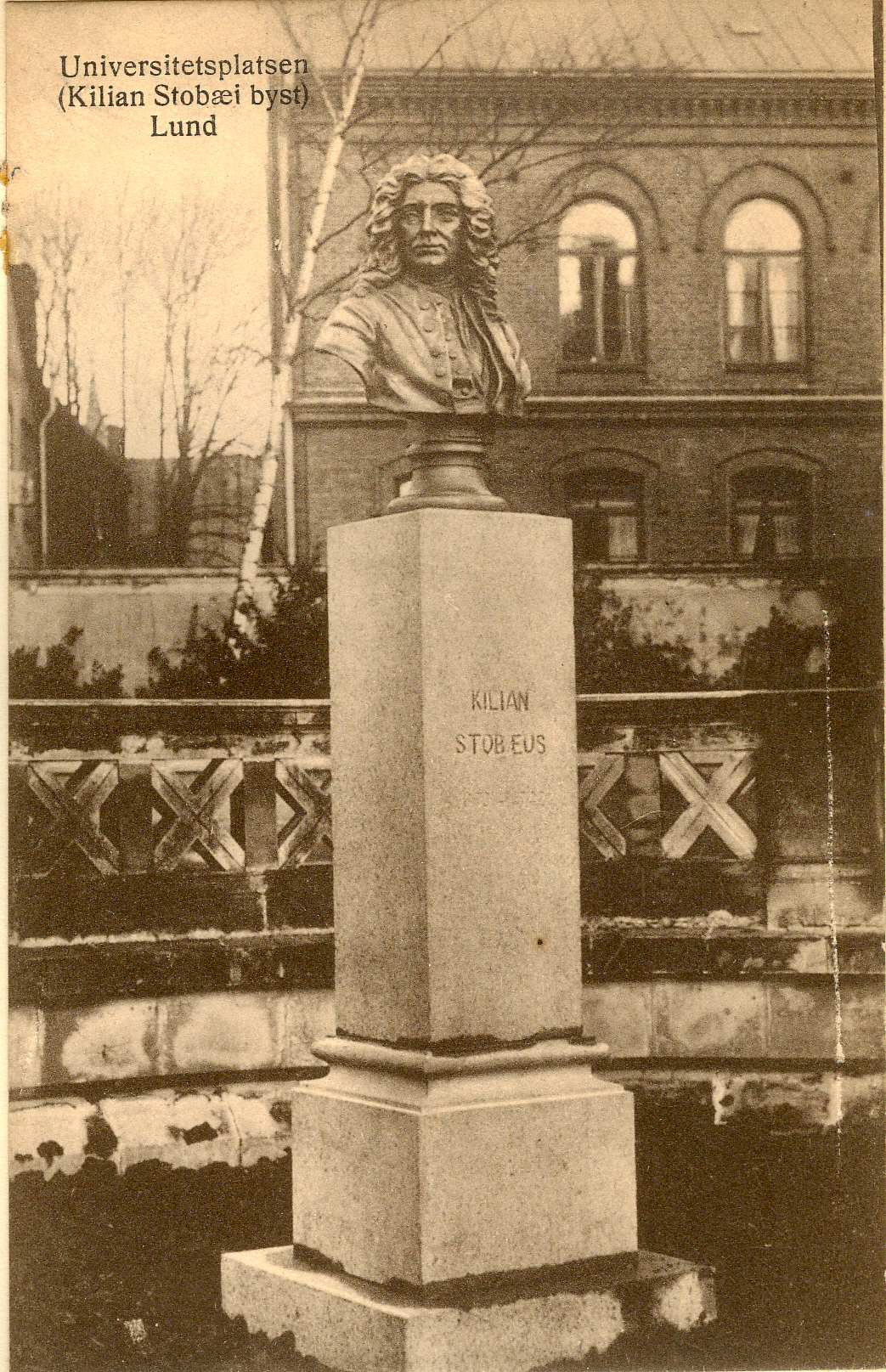
Kilian Stobæi byst på Universitetsplatsen i Lund, av Walter Runeberg.

Kilian Stobæus (den äldre), född 6 februari 1690 i Vinslöv, död 17 februari 1742, var en svensk naturforskare, läkare och historiker. Han var son till akademiräntmästaren Nils Stobæus och brorson till professorn Andreas Stobæus. Han gifte sig 1725 med Florentina Schubert, som var dotter till en hattmakare i Lund. 

## Läkaren Stobæus
Fast han var född i Skåne växte Stobæus upp hos en morbror i Göteborg. År 1709 blev han student vid Lunds universitet och promoverades där 1721 till medicine doktor. I december samma år förordnades han att förestå Johan Jacob Döbelius professur i medicin, vilket han gjorde till slutet av 1723. År 1724 blev han stadsläkare i Göteborg, men återvände redan året därpå till Lund på kallelse av skånska adeln och magistraten i Malmö samt mot garanti om ett årligt arvode.

## Akademisk verksamhet
År 1728 blev Stobæus extra ordinarie professor i Philosophia naturalis et physica experimentalis (naturalhistoria och fysik), en post han dock 1732 utbytte mot den ordinarie professuren i historia. Samma år fick han som läkare även titeln arkiater, och han fortsatte även under sin tid som historieprofessor att utöva en vidsträckt läkarverksamhet, bland annat som brunnsläkare vid Ramlösa hälsobrunn, och lämnade handledning åt unga medicinare. 
Både som lärare, författare och samlare var Stobæus mycket framstående, och med undantag av Andreas Rydelius var det ingen av hans samtida anställda lärarna vid universitet som åtnjöt samma allmänna anseende och odelade vördnad. Han var inte bara en, utifrån sin tids vetenskapliga ståndpunkt, utmärkt läkare och forskare, utan utmärkte sig även personligen genom sin flärdlöshet, rättrådighet och allvar. I hög grad förstod Stobæus att hos sina lärjungar väcka håg för vetenskapligt arbete genom att taga sig an dem personligen och anvisa dem vägar för studier och forskning. I hans privata bostad i Lund upplät han kostnadsfritt rum åt en lång rad lovande studenter, däribland den unge Carl von Linné som här bland annat beviljades fri tillgång till Stobæus imponerande privatbibliotek. Bland Stobæus övriga elever och lärjungar kan nämnas Nils Rosén von Rosenstein, Johan Leche och Sven Lagerbring. 

## Forskning
Inom naturvetenskaperna ägnade Stobæus sig med förkärlek åt studiet av fossil. På det historiska området var hans verksamhet betydelsefull särskilt genom den mångsidigare riktning han införde i undervisningen, i det att han icke blott i likhet med sina föregångare behandlade gamla och allmänna historien, utan även föreläste över svensk historia samt meddelade handledning i källforskning, om fornminnen och i numismatik. Sina betydande samlingar av naturföremål och fornsaker skänkte han 1735 till Lunds universitet och lade därigenom grunden icke blott till dettas naturhistoriska museum (vilket länge bar namnet Museum Stobaænum, och som utvecklades till  Zoologiska museet), utan även till dess arkeologiska samlingar (numera Lunds universitets historiska museum). 

## Författarskap
Stobæus utgav ett stort antal vetenskapliga publikationer, dels i form av disputationer, dels i skriftserien Acta Literaria Sueciae. De viktigaste av dessa samlades och omtrycktes 1752-53 i Danzig under titeln Kiliani Stobæi opuscula, in quibus petrefactorum, numismatum et antiquitatum historia illustratur. Därutöver förvaras flera otryckta skrifter av Stobæus i Lunds universitetsbibliotek. 

## Nationsliv
Som student hade Stobæus tillhört Göteborgs nation och även varit dess kurator 1717. Som professor var han dock de sista åren av sitt liv (1739-1742) inspektor för den Skånska nationen.
1906 restes en byst av Stobæus (skulpterad av Walter Runeberg) på universitetsplatsen i Lund. Denna utgör numera, varje år på första maj, samlingspunkten för ett studentikost ordenssällskap, Kilian & C:o Orden. Ett kusinbarn till Stobæus med samma namn, Kilian Stobæus d.y. (1717-1792), blev även han professor i Lund (obstetrik).